# Кисельников, Сергей Юрьевич
Сергей Юрьевич Кисельников (12 мая 1958, Вологда — 2 декабря 2020) — советский футболист, защитник. Чемпион мира среди молодёжи (1977), мастер спорта.

## Карьера
Сергей Кисельников на протяжении почти всей своей карьеры выступал за вологодское «Динамо» во второй лиге чемпионата СССР. Весной 1977 года футболист выступал в составе московского «Динамо», за основной состав которого провёл один товарищеский матч, а также сыграл 6 матчей (1 гол) в турнире дублёров. В 1979 году защитник играл за благовещенский «Амур».
В 1977 году Сергей Кисельников участвовал в финальном турнире чемпионата мира среди молодёжи в составе сборной СССР и стал его победителем. В составе молодёжной сборной на этом турнире он сыграл 1 матч.
После окончания карьеры выступает в городских турнирах по мини-футболу и турнирах ветеранов. В 2013 году участвовал в эстафете олимпийского огня от Вологодской области.

## Семья
Сестра Галина — жена футболиста сборной СССР и России Александра Бородюка.